# Evangelische Pfarrkirche Floridsdorf

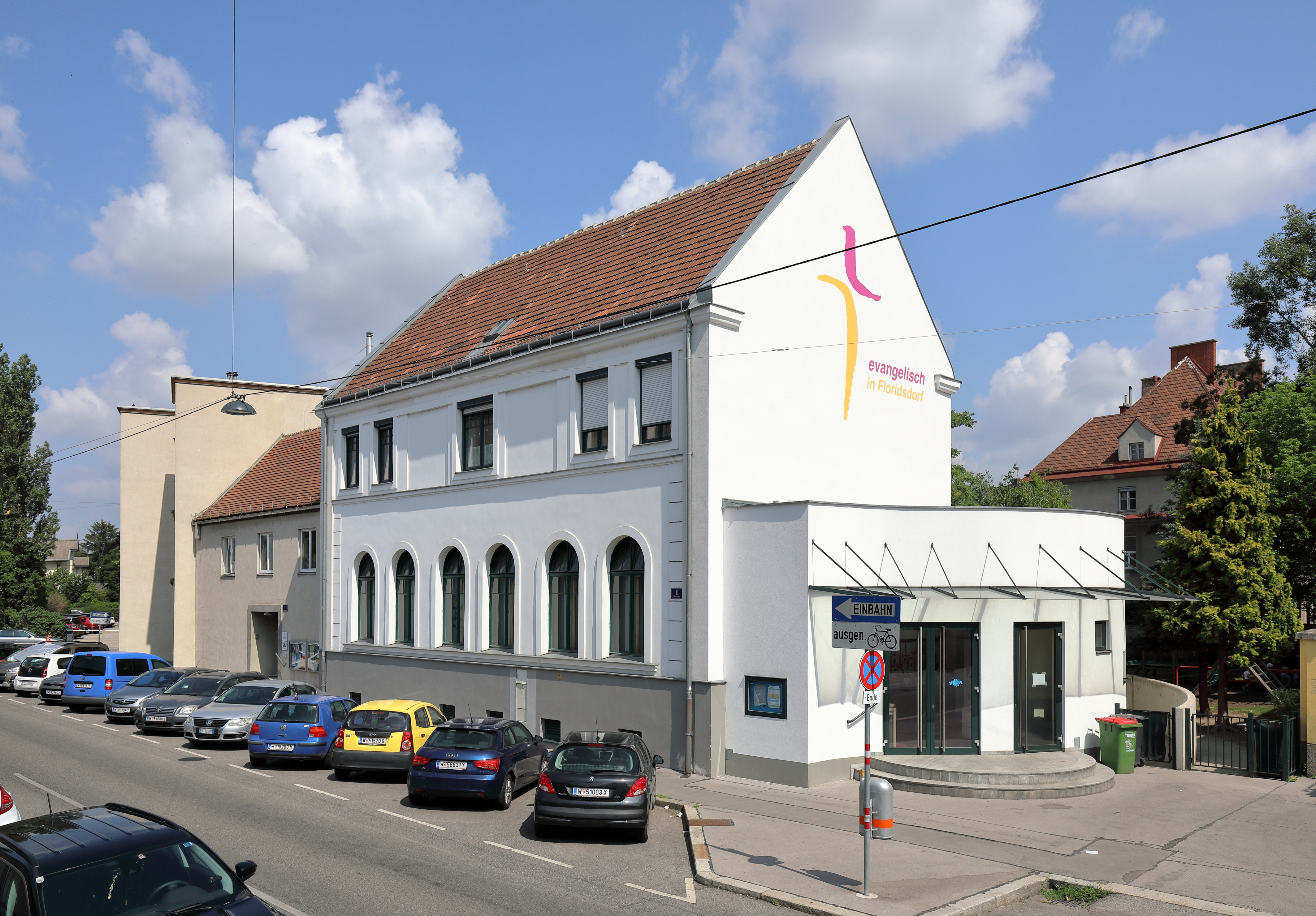
Die evangelische Pfarrkirche Floridsdorf in der Weisselgasse

Die Evangelische Pfarrkirche Floridsdorf steht im 21. Wiener Gemeindebezirk Floridsdorf in der Stadt Wien. Die Pfarrkirche der Evangelischen Kirche A. B. in Österreich gehört zur Evangelischen Superintendentur Wien.

## Geschichte
Auguste Grossmann verhandelte im Jahre 1892 mit Pfarrer Johanny aus Währing über Gottesdienste in Floridsdorf. Am 8. Dezember 1892 fand der erste Gottesdienst in der Turnhalle in der heutigen Grabmayrgasse statt. Am 8. April 1894 wurde der Club der Evangelischen Glaubensgenossen Floridsdorfs mit dem Obmann Oskar Roth, beruflich Oberinspektor bei der Nordbahn, und erstem Kurator der Gemeinde, begonnen. Die Filialgemeinde von Wien-Landstraße wurde mit Pfarrer Antonius am 21. Juni 1896 gegründet.
1901 wurde der Club vom Evangelischen Kirchenbauverein abgelöst. Unter dem Floridsdorfer Bürgermeister Anton Anderer, dessen Frau evangelisch war, wurde ein Grundstück in der heutigen Weisselgasse 1 übereignet, wobei der Kaufmann Josef Kirnbauer den Kaufpreis von 6000 Kronen schenkte. Nach den Plänen des Architekten Gustav Knell wurde die Kirche von 1904 bis 1906 gebaut und am 28. Jänner 1906 geweiht.
1906 wurde die Pfarrgemeinde A. B. Wien-Floridsdorf mit den Filialkirchen Korneuburg und Stockerau selbständig. Von 1981 bis 2003, bis zu seiner Wahl zum Superintendenten der Evangelischen Superintendentur A. B. Wien, war Hansjörg Lein Pfarrer in der Evangelischen Kirche Floridsdorf. Zu dieser Zeit war auch Michael Bünker Pfarrer in Floridsdorf.

## Kirche
Die Kirche weist die Besonderheit einer Pfarrerwohnung über dem Kirchenraum auf, welche über eine Wohnhausanlage erschlossen ist. Der Eingangsbereich der Kirche wurde im Jahre 2002 von Grund auf neu gestaltet, mit einem behindertengerechten Zugang, einer Teeküche und WC-Anlagen. Die Neugestaltung des Kircheninnenraumes wurde 2008 abgeschlossen.
2017 wurde das Kreuz über dem Eingangsbereich erneuert.